# Cupa Mondială de Rugby din 2019
Cupa Mondială de Rugby 2019 a fost cea de a noua Cupă Mondială de Rugby. La întâlnirea International Rugby Board (IRB; cunoscută ca World Rugby din noiembrie 2014), ținută la Dublin pe 28 iulie 2009, Japonia a fost anunțată ca gazdă a competiției. Acesta este primul turneu care are loc în Asia, și de asemenea a fost pentru prima dată când evenimentul a fost organizat de o țară din afara primului eșalon al acestui sport. Hong Kong și Singapore și-au exprimat interesul de a găzdui unele meciuri și au fost incluse în dosarul inițial, dar nu s-au aflat printre cele paisprezece locații anunțate de organizatori la 5 noiembrie 2014.
Meciul de deschidere al Cupei Mondiale de Rugby 2019 a avut loc pe Stadionul Tokyo Chōfu, iar finala s-a disputat pe Stadionul Internațional Yokohama din Kanagawa.
Africa de Sud a învins Anglia cu un scor de 32−12 în finală pentru a-și obține al treilea titlu de campion mondial, egalând recordul Noii Zeelande. Africa de Sud a devenit prima echipă care a câștigat titlul după ce a pierdut un meci în etapa de grup. Campionul en-titre, Noua Zeelandă, a terminat pe locul trei după ce a învins Țara Galilor în finala mică.
Turneul din 2019 a avut la start 20 de echipe, deși au existat mai multe sugestii pentru a se crește numărul la 24 sau chiar la 32 pentru competiția din 2023

## Alegerea gazdei
IRB a cerut ca toate statele membre care doresc să găzduiască Cupa Mondială de Rugby din 2019 sau 2015 să își prezinte interesul până la 15 august 2008. Un record de zece țări și-au arătat interesul pentru găzduirea turneelor din 2015 și / sau 2019. Pentru turneul din 2019 și-au arătat interesul nouă națiuni diferite.
Jamaica a fost cea mai surprinzătoare țară care și-a arătat interesul pentru găzduirea evenimentului, având în vedere că nu a participat niciodată la o Cupă Mondială anterioară, dar s-a retras repede. De asemenea, Rusia și-a anunțat inițial intenția de a licita atât pentru Cupa Mondială din 2015, cât și pentru cea din 2019, dar a retras ambele oferte în februarie 2009, în favoarea a ceea ce s-a dovedit a fi o ofertă reușită aceea de a găzdui Cupe Mondială de Rugby în Șapte din 2013. Australia și-a retras candidatura la 6 mai 2009.
Cele trei gazde potențiale - Italia, Japonia și Africa de Sud - au fost anunțate la 8 mai 2009. La o întâlnire specială desfășurată la Dublin la 28 iulie 2009, International Rugby Board (IRB) a confirmat că Anglia va găzdui Cupa Mondială de Rugby din 2015, iar Japonia va găzdui turneul din 2019. IRB a votat cu 16 voturi la 10 în favoarea aprobării recomandării Rugby World Cup Ltd (RWCL) ca Anglia și Japonia să primească organizarea turneelor.

## Stadioane
Lista completă a stadioanelor Cupei Mondiale de Rugby din 2019 este:
| Chōfu                                                    | Yokohama | Fukuroi | Higashiosaka                                          |
| -------------------------------------------------------- | --- | --- | ----------------------------------------------------- |
| Stadionul Ajinomoto                                      | Stadionul Internațional Yokohama | Stadionul Shizuoka | Stadionul de Rugby Hanazono                           |
| 35°39′51.4″N 139°31′37.7″E / 35.664278°N 139.527139°E    | 35°30′36.16″N 139°36′22.49″E / 35.5100444°N 139.6062472°E | 34°44′35.60″N 137°58′13.81″E / 34.7432222°N 137.9705028°E | 34°40′8.2″N 135°37′35″E / 34.668944°N 135.62639°E     |
| Capacitate: 49.970                                       | Capacitate: 72.327 | Capacitate: 50.889 | Capacitate: 30.000                                    |
|                                                          | | |                                                       |
| Fukuoka                                                  | Stadionul Umakana YokanaŌita Bank DomeStadionul Level-5Stadionul AjinomotoStadionul Internațional YokohamaStadionul ShizuokaStadionul de Rugby HanazonoStadionul ToyotaSapporo DomeMisaki ParkStadionul de Rugby KumagayaStadionul Memorial Kamaishi Cele 12 stadioane care găzduiesc meciuri de rugby de la Cupa Mondială din 2019 anunțate pe 28 septembrie 2015. | Stadionul Umakana YokanaŌita Bank DomeStadionul Level-5Stadionul AjinomotoStadionul Internațional YokohamaStadionul ShizuokaStadionul de Rugby HanazonoStadionul ToyotaSapporo DomeMisaki ParkStadionul de Rugby KumagayaStadionul Memorial Kamaishi Cele 12 stadioane care găzduiesc meciuri de rugby de la Cupa Mondială din 2019 anunțate pe 28 septembrie 2015. | Toyota                                                |
| Stadionul Level-5                                        | Stadionul Umakana YokanaŌita Bank DomeStadionul Level-5Stadionul AjinomotoStadionul Internațional YokohamaStadionul ShizuokaStadionul de Rugby HanazonoStadionul ToyotaSapporo DomeMisaki ParkStadionul de Rugby KumagayaStadionul Memorial Kamaishi Cele 12 stadioane care găzduiesc meciuri de rugby de la Cupa Mondială din 2019 anunțate pe 28 septembrie 2015. | Stadionul Umakana YokanaŌita Bank DomeStadionul Level-5Stadionul AjinomotoStadionul Internațional YokohamaStadionul ShizuokaStadionul de Rugby HanazonoStadionul ToyotaSapporo DomeMisaki ParkStadionul de Rugby KumagayaStadionul Memorial Kamaishi Cele 12 stadioane care găzduiesc meciuri de rugby de la Cupa Mondială din 2019 anunțate pe 28 septembrie 2015. | Stadionul Toyota                                      |
| Capacitate: 22.563                                       | Stadionul Umakana YokanaŌita Bank DomeStadionul Level-5Stadionul AjinomotoStadionul Internațional YokohamaStadionul ShizuokaStadionul de Rugby HanazonoStadionul ToyotaSapporo DomeMisaki ParkStadionul de Rugby KumagayaStadionul Memorial Kamaishi Cele 12 stadioane care găzduiesc meciuri de rugby de la Cupa Mondială din 2019 anunțate pe 28 septembrie 2015. | Stadionul Umakana YokanaŌita Bank DomeStadionul Level-5Stadionul AjinomotoStadionul Internațional YokohamaStadionul ShizuokaStadionul de Rugby HanazonoStadionul ToyotaSapporo DomeMisaki ParkStadionul de Rugby KumagayaStadionul Memorial Kamaishi Cele 12 stadioane care găzduiesc meciuri de rugby de la Cupa Mondială din 2019 anunțate pe 28 septembrie 2015. | Capacitate: 45.000                                    |
| 33°35′09″N 130°27′39″E / 33.585889°N 130.46079°E         | Stadionul Umakana YokanaŌita Bank DomeStadionul Level-5Stadionul AjinomotoStadionul Internațional YokohamaStadionul ShizuokaStadionul de Rugby HanazonoStadionul ToyotaSapporo DomeMisaki ParkStadionul de Rugby KumagayaStadionul Memorial Kamaishi Cele 12 stadioane care găzduiesc meciuri de rugby de la Cupa Mondială din 2019 anunțate pe 28 septembrie 2015. | Stadionul Umakana YokanaŌita Bank DomeStadionul Level-5Stadionul AjinomotoStadionul Internațional YokohamaStadionul ShizuokaStadionul de Rugby HanazonoStadionul ToyotaSapporo DomeMisaki ParkStadionul de Rugby KumagayaStadionul Memorial Kamaishi Cele 12 stadioane care găzduiesc meciuri de rugby de la Cupa Mondială din 2019 anunțate pe 28 septembrie 2015. | 35°05′04.2″N 137°10′14.2″E / 35.084500°N 137.170611°E |
|                                                          | Stadionul Umakana YokanaŌita Bank DomeStadionul Level-5Stadionul AjinomotoStadionul Internațional YokohamaStadionul ShizuokaStadionul de Rugby HanazonoStadionul ToyotaSapporo DomeMisaki ParkStadionul de Rugby KumagayaStadionul Memorial Kamaishi Cele 12 stadioane care găzduiesc meciuri de rugby de la Cupa Mondială din 2019 anunțate pe 28 septembrie 2015. | Stadionul Umakana YokanaŌita Bank DomeStadionul Level-5Stadionul AjinomotoStadionul Internațional YokohamaStadionul ShizuokaStadionul de Rugby HanazonoStadionul ToyotaSapporo DomeMisaki ParkStadionul de Rugby KumagayaStadionul Memorial Kamaishi Cele 12 stadioane care găzduiesc meciuri de rugby de la Cupa Mondială din 2019 anunțate pe 28 septembrie 2015. |                                                       |
| Sapporo                                                  | Stadionul Umakana YokanaŌita Bank DomeStadionul Level-5Stadionul AjinomotoStadionul Internațional YokohamaStadionul ShizuokaStadionul de Rugby HanazonoStadionul ToyotaSapporo DomeMisaki ParkStadionul de Rugby KumagayaStadionul Memorial Kamaishi Cele 12 stadioane care găzduiesc meciuri de rugby de la Cupa Mondială din 2019 anunțate pe 28 septembrie 2015. | Stadionul Umakana YokanaŌita Bank DomeStadionul Level-5Stadionul AjinomotoStadionul Internațional YokohamaStadionul ShizuokaStadionul de Rugby HanazonoStadionul ToyotaSapporo DomeMisaki ParkStadionul de Rugby KumagayaStadionul Memorial Kamaishi Cele 12 stadioane care găzduiesc meciuri de rugby de la Cupa Mondială din 2019 anunțate pe 28 septembrie 2015. | Ōita                                                  |
| Sapporo Dome                                             | Stadionul Umakana YokanaŌita Bank DomeStadionul Level-5Stadionul AjinomotoStadionul Internațional YokohamaStadionul ShizuokaStadionul de Rugby HanazonoStadionul ToyotaSapporo DomeMisaki ParkStadionul de Rugby KumagayaStadionul Memorial Kamaishi Cele 12 stadioane care găzduiesc meciuri de rugby de la Cupa Mondială din 2019 anunțate pe 28 septembrie 2015. | Stadionul Umakana YokanaŌita Bank DomeStadionul Level-5Stadionul AjinomotoStadionul Internațional YokohamaStadionul ShizuokaStadionul de Rugby HanazonoStadionul ToyotaSapporo DomeMisaki ParkStadionul de Rugby KumagayaStadionul Memorial Kamaishi Cele 12 stadioane care găzduiesc meciuri de rugby de la Cupa Mondială din 2019 anunțate pe 28 septembrie 2015. | Ōita Bank Dome                                        |
| 43°0′54.62″N 141°24′35.16″E / 43.0151722°N 141.4097667°E | Stadionul Umakana YokanaŌita Bank DomeStadionul Level-5Stadionul AjinomotoStadionul Internațional YokohamaStadionul ShizuokaStadionul de Rugby HanazonoStadionul ToyotaSapporo DomeMisaki ParkStadionul de Rugby KumagayaStadionul Memorial Kamaishi Cele 12 stadioane care găzduiesc meciuri de rugby de la Cupa Mondială din 2019 anunțate pe 28 septembrie 2015. | Stadionul Umakana YokanaŌita Bank DomeStadionul Level-5Stadionul AjinomotoStadionul Internațional YokohamaStadionul ShizuokaStadionul de Rugby HanazonoStadionul ToyotaSapporo DomeMisaki ParkStadionul de Rugby KumagayaStadionul Memorial Kamaishi Cele 12 stadioane care găzduiesc meciuri de rugby de la Cupa Mondială din 2019 anunțate pe 28 septembrie 2015. | 33°12′2″N 131°39′27″E / 33.20056°N 131.65750°E        |
| Capacitate: 41.410                                       | Stadionul Umakana YokanaŌita Bank DomeStadionul Level-5Stadionul AjinomotoStadionul Internațional YokohamaStadionul ShizuokaStadionul de Rugby HanazonoStadionul ToyotaSapporo DomeMisaki ParkStadionul de Rugby KumagayaStadionul Memorial Kamaishi Cele 12 stadioane care găzduiesc meciuri de rugby de la Cupa Mondială din 2019 anunțate pe 28 septembrie 2015. | Stadionul Umakana YokanaŌita Bank DomeStadionul Level-5Stadionul AjinomotoStadionul Internațional YokohamaStadionul ShizuokaStadionul de Rugby HanazonoStadionul ToyotaSapporo DomeMisaki ParkStadionul de Rugby KumagayaStadionul Memorial Kamaishi Cele 12 stadioane care găzduiesc meciuri de rugby de la Cupa Mondială din 2019 anunțate pe 28 septembrie 2015. | Capacitate: 40.000                                    |
|                                                          | Stadionul Umakana YokanaŌita Bank DomeStadionul Level-5Stadionul AjinomotoStadionul Internațional YokohamaStadionul ShizuokaStadionul de Rugby HanazonoStadionul ToyotaSapporo DomeMisaki ParkStadionul de Rugby KumagayaStadionul Memorial Kamaishi Cele 12 stadioane care găzduiesc meciuri de rugby de la Cupa Mondială din 2019 anunțate pe 28 septembrie 2015. | Stadionul Umakana YokanaŌita Bank DomeStadionul Level-5Stadionul AjinomotoStadionul Internațional YokohamaStadionul ShizuokaStadionul de Rugby HanazonoStadionul ToyotaSapporo DomeMisaki ParkStadionul de Rugby KumagayaStadionul Memorial Kamaishi Cele 12 stadioane care găzduiesc meciuri de rugby de la Cupa Mondială din 2019 anunțate pe 28 septembrie 2015. |                                                       |
| Kumamoto                                                 | Kobe | Kumagaya | Kamaishi                                              |
| Stadionul Umakana Yokana                                 | Stadionul Parcul Misaki din orașul Kobe | Stadionul de Rugby Kumagaya | Stadionul Memorial Kamaishi                           |
| 32°50′13″N 130°48′0″E / 32.83694°N 130.80000°E           | 34°39′24.15″N 135°10′8.27″E / 34.6567083°N 135.1689639°E | 36°09′50″N 139°24′40″E / 36.164°N 139.411002°E | 39°16′N 141°53′E / 39.267°N 141.883°E                 |
| Capacitate: 32.000                                       | Capacitate: 30.312 | Capacitate: 24.000 | Capacitate: 16.187                                    |
|                                                          | | |                                                       |

## Calificare
Calificată
     A ratat calificarea
     Nu a participat la calificări sau nu este membru al World Rugby

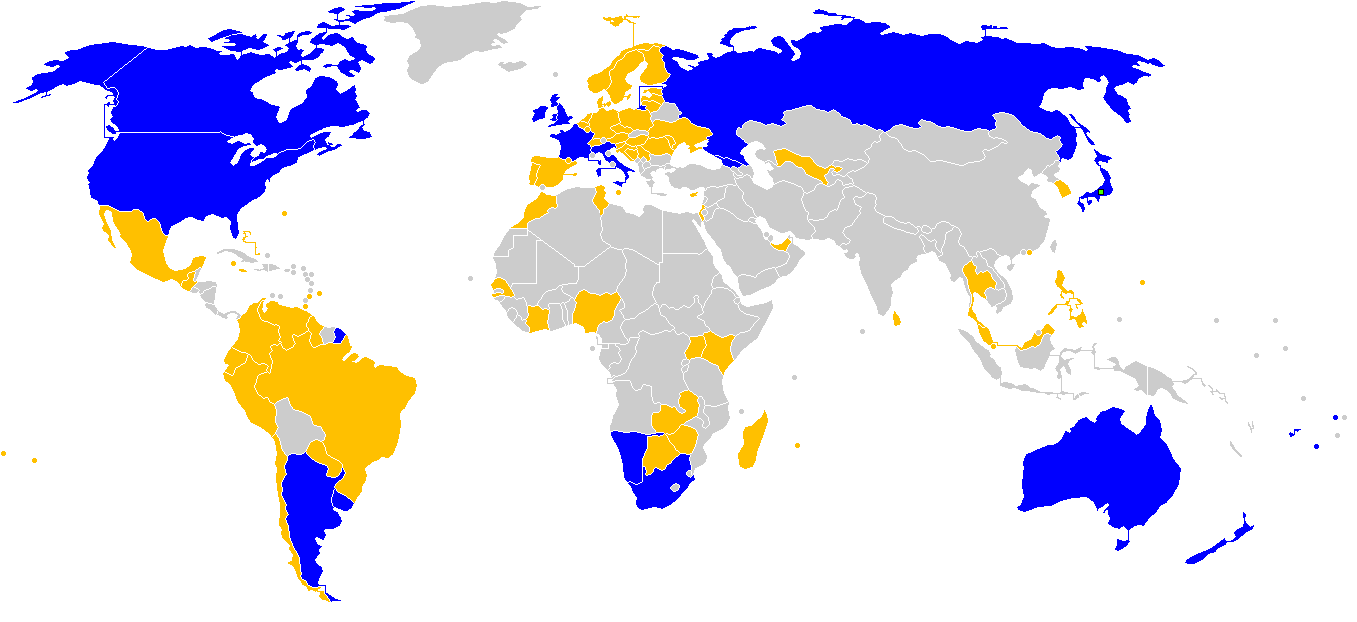
Calificată
A ratat calificarea
Nu a participat la calificări sau nu este membru al World Rugby

Optsprezece echipe și-au asigurat locul pentru turneul din 2019. Acestea sunt echipele clasate pe primele trei locuri din cele patru grupe de la Cupa Mondială de Rugby din 2015, care s-au calificat automat pentru următoarea ediție. Japonia a terminat pe locul trei în Grupa B la Cupa Mondială de Rugby din 2015 și astfel a terminat pe o poziție calificată - totuși, în virtutea faptului că urma să găzduiască turneul, avea locul asigurat înainte de Cupa Mondială de Rugby din 2015. Restul celor opt locuri au fost decise de turnee regionale și de meciuri între regiuni.
Tabelul de mai jos prezintă echipele calificate cu clasamentul mondial existent la data primului meci (20 septembrie 2019):
| Echipe calificate                | Echipe calificate | Echipe calificate   | Echipe calificate                                       | Echipe calificate |
| Regiune                          | Echipa            | Apariții anterioare | Cel mai bun rezultat                                    | Clasament         |
| -------------------------------- | ----------------- | ------------------- | ------------------------------------------------------- | ----------------- |
| Africa                           | Africa de Sud     | 6                   | Campioană (1995, 2007)                                  | –                 |
| Africa                           | Namibia           | 5                   | Grupe                                                   | –                 |
| America de Nord                  | Statele Unite     | 7                   | Grupe                                                   | –                 |
| America de Nord                  | Canada            | 8                   | Sferturi de finală (1991)                               | –                 |
| Asia                             | Japonia           | 8                   | Grupe                                                   | –                 |
| Europa                           | Anglia            | 8                   | Campioană (2003)                                        | –                 |
| Europa                           | Franța            | 8                   | Vicecampioană (1987, 1999, 2011)                        | –                 |
| Europa                           | Georgia           | 4                   | Grupe                                                   | –                 |
| Europa                           | Irlanda           | 8                   | Sferturi de finală (1987, 1991, 1995, 2003, 2011, 2015) | –                 |
| Europa                           | Italia            | 8                   | Grupe                                                   | –                 |
| Europa                           | Rusia             | 1                   | Grupe                                                   | –                 |
| Europa                           | Scoția            | 8                   | locul 4 (1991)                                          | –                 |
| Europa                           | Țara Galilor      | 8                   | locul 3 (1987)                                          | –                 |
| Oceania                          | Australia         | 8                   | Campioană (1991, 1999)                                  | –                 |
| Oceania                          | Fiji              | 7                   | sferturi de finală (1987, 2007)                         | –                 |
| Oceania                          | Noua Zeelandă     | 8                   | Campioană (1987, 2011, 2015)                            | –                 |
| Oceania                          | Tonga             | 7                   | Grupe                                                   | –                 |
| America de Sud                   | Argentina         | 8                   | locul 3 (2007)                                          | –                 |
| America de Nord / America de Sud | Uruguay           | 3                   | Grupe                                                   | –                 |
| Europa / Oceania                 | Samoa             | 7                   | sferturi de finală (1991, 1995)                         | –                 |

## Tragerea la sorți
Tragerea la sorți a avut loc la 10 mai 2017 la Kyoto. Tragerea la sorți a fost mutată de la locul său tradițional din decembrie în anul care a urmat celui al Cupei Mondiale anterioare, după meciurile internaționale din noiembrie, astfel că echipele au avut o perioadă mai lungă de timp pentru a crește în clasamentul mondial înainte de tragere.
Repartizarea în urne realizată la precedentele Cupe Mondiale a fost păstrată, cele 12 echipa calificate automat din 2015 fiind incluse în urnele lor pe baza clasamentului mondial din ziua tragerii:
Urna 1: Primele patru clasate
Urna 2: Următoarele patru clasate
Urna 3: Ultimele patru echipe direct calificate
Celelalte două urne au fost formate din cele opt echipe care s-au calificat, alocând fiecărei urne o echipă pe baza performanței de la Cupa Mondiale anterioară:
Urna 4: - Oceania 1, America 1, Europa 1, Africa 1
Urna 5: - Oceania 2, America 2, câștigătoarea play-off-ului, câștigătoarea recalificărilor
Cele 20 de echipe, calificate și calificate, au fost incluse în urne astfel (clasamentul mondial din 10 mai 2017):
| Urna 1 - Noua Zeelandă (1) - Anglia (2) - Australia (3) - Irlanda (4) | Urna 2 - Scoția (5) - Franța (6) - Africa de Sud (7) - Țara Galilor (8) | Urna 3 - Argentina (9) - Japonia (11) - Georgia (12) - Italia (15) | Urna 4 - Fiji (Oceania 1) - Statele Unite (America 1) - Rusia (Europa 1) - Namibia (Africa 1) | Urna 5 - Tonga (Oceania 2) - Uruguay (America 2) - Samoa(câștigătoarea din play-off) - Canada (recalificări) |

## Meciurile

### Faza grupelor
În prima rundă sau în etapa grupelor, cele douăzeci de echipe sunt împărțite în patru grupe de câte cinci echipe. În fiecare grupă echipele vor juca fiecare cu fiecare. Echipele vor primi patru puncte pentru o victorie, două pentru un meci egal și zero pentru o înfrângere la o diferență de opt sau mai multe puncte. O echipă care marchează patru eseuri într-un meci primește un punct bonus, la fel ca o echipă care pierde la o diferență de mai puțin de opt puncte - se acordă ambele puncte bonus dacă ambele situații se aplică.
| Grupa A                            | Grupa B                                           | Grupa C                                     | Grupa D                                     |
| ---------------------------------- | ------------------------------------------------- | ------------------------------------------- | ------------------------------------------- |
| Irlanda Scoția Japonia Rusia Samoa | Noua Zeelandă Africa de Sud Italia Namibia Canada | Anglia Franța Argentina Statele Unite Tonga | Australia Țara Galilor Georgia Fiji Uruguay |

Echipele care termină pe primele două locuri în fiecare grupă se califică în sferturile de finală. Echipele de pe primele trei locuri se vor califica automat pentru Cupa Mondială de Rugby din 2023.
Criterii de departajare
Dacă două sau mai multe echipe vor fi la egalitate de puncte, se vor aplica următoarele criterii de departajare:
1. Rezultatul meciului direct (nu se va lua în considerare dacă sunt la egalitate mai mult de două echipe);
2. Diferența între punctele marcate și cele încasate în toate meciurile din grupă;
3. Diferența între eseurile marcate și cele încasate în toate meciurile din grupă;
4. Punctele marcate în toate meciurile din grupă;
5. Cele mai multe eseuri marcate în toate meciurile din grupă;
6. Clasamentul oficial al World Rugby Rankings de la data de 14 octombrie 2019.[10]

J = Numărul de meciuri jucate; C = Numărul de meciuri câștigate; E = Numărul de meciuri încheiate la egalitate; Î = Numărul de meciuri pierdute; EM = Numărul de eseuri marcate (Eseuri Marcate); PP = Numărul de puncte marcate în meciuri (Puncte Pentru); PÎ = Numărul de puncte încasate în meciuri (Puncte Încasate); +/- = Diferența PP - PÎ; PB = Puncte bonus ; Pt = Numărul total de puncte în grupă.
În cazul în care trei echipe sunt la egalitate de puncte, criteriile de mai sus vor fi folosite pentru a decide locul întâi în grupă, apoi vor fi folosite din nou (pornind de la criteriul 1) pentru a decide locul al doilea în grupă.

#### Grupa A
| Loc | Echipa  | J | C | E | Î | EM | PP  | PÎ  | +/−  | PB | Pt |
| --- | ------- | - | - | - | - | -- | --- | --- | ---- | -- | -- |
| 1   | Japonia | 4 | 4 | 0 | 0 | 13 | 115 | 62  | +53  | 3  | 19 |
| 2   | Irlanda | 4 | 3 | 0 | 1 | 18 | 121 | 27  | +94  | 4  | 16 |
| 3   | Scoția  | 4 | 2 | 0 | 2 | 16 | 119 | 55  | +64  | 3  | 11 |
| 4   | Samoa   | 4 | 1 | 0 | 3 | 8  | 58  | 128 | -70  | 1  | 5  |
| 5   | Rusia   | 4 | 0 | 0 | 4 | 1  | 19  | 160 | -141 | 0  | 0  |

| 20 septembrie 2019 | Japonia | 30 - 10 | Rusia   | Stadionul Ajinomoto‎, Chōfu                 |
| 22 septembrie 2019 | Irlanda | 27-3    | Scoția  | Stadionul Internațional Yokohama, Yokohama |
| 24 septembrie 2019 | Rusia   | 9-34    | Samoa   | Kumagaya Rugby Stadium, Kumagaya           |
| 28 septembrie 2019 | Japonia | 19-12   | Irlanda | Stadionul Shizuoka, Fukuroi                |
| 30 septembrie 2019 | Scoția  | 34-0    | Samoa   | Kobe Misaki Stadium, Kobe                  |
| 3 octombrie 2019   | Irlanda | 35-0    | Rusia   | Kobe Misaki Stadium, Kobe                  |
| 5 octombrie 2019   | Japonia | 38-19   | Samoa   | Stadionul Toyota, Toyota                   |
| 9 octombrie 2019   | Scoția  | 61-0    | Rusia   | Stadionul Shizuoka, Fukuroi                |
| 12 octombrie 2019  | Irlanda | 47-5    | Samoa   | Stadionul Level 5, Fukuoka                 |
| 13 octombrie 2019  | Japonia | 28-21   | Scoția  | Stadionul Internațional Yokohama, Yokohama |

#### Grupa B
| Loc | Echipa        | J | C | E | Î | EM | PP  | PÎ  | +/−  | PB | Pt |
| --- | ------------- | - | - | - | - | -- | --- | --- | ---- | -- | -- |
| 1   | Noua Zeelandă | 4 | 3 | 1 | 0 | 22 | 157 | 22  | +135 | 2  | 16 |
| 2   | Africa de Sud | 4 | 3 | 0 | 1 | 27 | 185 | 36  | +149 | 3  | 15 |
| 3   | Italia        | 4 | 2 | 1 | 1 | 14 | 98  | 78  | +20  | 2  | 12 |
| 4   | Namibia       | 4 | 0 | 1 | 3 | 3  | 34  | 175 | -141 | 0  | 2  |
| 5   | Canada        | 4 | 0 | 1 | 3 | 2  | 14  | 177 | -163 | 0  | 2  |

| 21 septembrie 2019 | Noua Zeelandă | 23-13 | Africa de Sud | Stadionul Internațional Yokohama, Yokohama |
| 22 septembrie 2019 | Italia        | 47-22 | Namibia       | Stadionul de Rugby Hanazono, Higashiōsaka  |
| 26 septembrie 2019 | Italia        | 48-7  | Canada        | Stadionul Level 5, Fukuoka                 |
| 28 septembrie 2019 | Africa de Sud | 57-3  | Namibia       | Stadionul Toyota, Toyota                   |
| 2 octombrie 2019   | Noua Zeelandă | 63-0  | Canada        | Oita Stadium, Ōita                         |
| 4 octombrie 2019   | Africa de Sud | 49-3  | Italia        | Stadionul Shizuoka, Fukuroi                |
| 6 octombrie 2019   | Noua Zeelandă | 71-9  | Namibia       | Stadionul Ajinomoto, Chōfu                 |
| 8 octombrie 2019   | Africa de Sud | 66-7  | Canada        | Kobe Misaki Stadium, Kobe                  |
| 12 octombrie 2019  | Noua Zeelandă | 0-0   | Italia        | Stadionul Toyota, Toyota                   |
| 13 octombrie 2019  | Namibia       | 0-0   | Canada        | Stadionul Memorial Kamaishi, Kamaishi      |

#### Grupa C
| Loc | Echipa        | J | C | E | Î | EM | PP  | PÎ  | +/−  | PB | Pt |
| --- | ------------- | - | - | - | - | -- | --- | --- | ---- | -- | -- |
| 1   | Anglia        | 4 | 3 | 1 | 0 | 17 | 119 | 20  | +99  | 3  | 17 |
| 2   | Franța        | 4 | 3 | 1 | 0 | 9  | 79  | 51  | +28  | 1  | 15 |
| 3   | Argentina     | 4 | 2 | 0 | 2 | 14 | 106 | 91  | +15  | 3  | 11 |
| 4   | Tonga         | 4 | 1 | 0 | 3 | 9  | 67  | 105 | -38  | 2  | 6  |
| 5   | Statele Unite | 4 | 0 | 0 | 4 | 7  | 52  | 126 | -104 | 0  | 0  |

| 21 septembrie 2019 | Franța        | 23-21 | Argentina     | Stadionul Ajinomoto, Chōfu                 |
| 22 septembrie 2019 | Anglia        | 35-23 | Tonga         | Sapporo Dome, Sapporo                      |
| 26 septembrie 2019 | Anglia        | 45-7  | Statele Unite | Kobe Misaki Stadium, Kobe                  |
| 28 septembrie 2019 | Argentina     | 28-12 | Tonga         | Stadionul de Rugby Hanazono, Higashiōsaka  |
| 2 octombrie 2019   | Franța        | 33-9  | Statele Unite | Stadionul Level 5, Fukuoka                 |
| 5 octombrie 2019   | Anglia        | 39-10 | Argentina     | Stadionul Ajinomoto, Chōfu                 |
| 6 octombrie 2019   | Franța        | 23-21 | Tonga         | Kumamoto Stadium, Kumamoto                 |
| 9 octombrie 2019   | Argentina     | 47-17 | Statele Unite | Stadionul de Rugby Kumagaya, Kumagaya      |
| 12 octombrie 2019  | Anglia        | 0-0   | Franța        | Stadionul Internațional Yokohama, Yokohama |
| 13 octombrie 2019  | Statele Unite | 19-31 | Tonga         | Stadionul de Rugby Hanazono, Higashiōsaka  |

#### Grupa D
| Loc | Echipa       | J | C | E | Î | EM | PP  | PÎ  | +/− | PB | Pt |
| --- | ------------ | - | - | - | - | -- | --- | --- | --- | -- | -- |
| 1   | Țara Galilor | 4 | 4 | 0 | 0 | 17 | 136 | 69  | +67 | 3  | 19 |
| 2   | Australia    | 4 | 3 | 0 | 1 | 20 | 136 | 68  | +68 | 4  | 16 |
| 3   | Fiji         | 4 | 1 | 0 | 3 | 17 | 110 | 108 | +2  | 3  | 7  |
| 4   | Georgia      | 4 | 1 | 0 | 3 | 9  | 65  | 122 | -57 | 1  | 5  |
| 5   | Uruguay      | 4 | 1 | 0 | 3 | 6  | 60  | 140 | -80 | 0  | 4  |

| 21 septembrie 2019 | Australia    | 39-21 | Fiji         | Sapporo Dome, Sapporo                     |
| 23 septembrie 2019 | Țara Galilor | 43-14 | Georgia      | Stadionul Toyota, Toyota                  |
| 25 septembrie 2019 | Fiji         | 27-30 | Uruguay      | Stadionul Memorial Kamaishi, Kamaishi     |
| 29 septembrie 2019 | Georgia      | 33-7  | Uruguay      | Stadionul de Rugby Kumagaya, Kumagaya     |
| 29 septembrie 2019 | Australia    | 25-29 | Țara Galilor | Stadionul Ajinomoto, Chōfu                |
| 3 octombrie 2019   | Georgia      | 10-45 | Fiji         | Stadionul de Rugby Hanazono, Higashiosaka |
| 5 octombrie 2019   | Australia    | 45-10 | Uruguay      | Oita Stadium, Ōita                        |
| 9 octombrie 2019   | Țara Galilor | 29-17 | Fiji         | Oita Stadium, Ōita                        |
| 11 octombrie 2019  | Australia    | 27-8  | Georgia      | Stadionul Shizuoka, Fukuroi               |
| 13 octombrie 2019  | Țara Galilor | 35-13 | Uruguay      | Kumamoto Stadium, Kumamoto                |

## Faza eliminatorie
|  | Sferturi de finală | Sferturi de finală |              |              | Semifinale    | Semifinale  |  |  | Finala      | Finala |
|  |                    |                    |              |              |               |             |  |  |             |        |
|  | 19 octombrie       |                    |              |              |               |             |  |  |             |        |
|  |                    |                    |              |              |               |             |  |  |             |        |
|  | Anglia             | 40                 |              |              |               |             |  |  |             |        |
|  | Anglia             | 40                 | 26 octombrie |              |               |             |  |  |             |        |
|  | Australia          | 16                 |              |              |               |             |  |  |             |        |
|  | Australia          | 16                 | Anglia       | 19           |               |             |  |  |             |        |
|  | 19 octombrie       |                    | Anglia       | 19           |               |             |  |  |             |        |
|  |                    | Noua Zeelandă      | 7            |              |               |             |  |  |             |        |
|  | Noua Zeelandă      | Noua Zeelandă      | 7            | 46           |               |             |  |  |             |        |
|  | Noua Zeelandă      |                    | 2 noiembrie  | 46           |               |             |  |  |             |        |
|  | Irlanda            | 14                 |              |              |               |             |  |  |             |        |
|  | Irlanda            | 14                 | Anglia       | 12           |               |             |  |  |             |        |
|  | 20 octombrie       |                    | Anglia       | 12           |               |             |  |  |             |        |
|  |                    | Africa de Sud      | 32           |              |               |             |  |  |             |        |
|  | Țara Galilor       | Africa de Sud      | 32           | 20           |               |             |  |  |             |        |
|  | Țara Galilor       | 27 octombrie       |              | 20           |               |             |  |  |             |        |
|  | Franța             | 19                 |              |              |               |             |  |  |             |        |
|  | Franța             | 19                 | Țara Galilor | 16           | Finala mică   | Finala mică |  |  |             |        |
|  | 20 octombrie       |                    | Țara Galilor | 16           | Finala mică   | Finala mică |  |  |             |        |
|  |                    | Africa de Sud      | 19           |              |               |             |  |  |             |        |
|  | Japonia            | Africa de Sud      | 19           | 3            | Noua Zeelandă | 40          |  |  |             |        |
|  | Japonia            |                    |              | 3            | Noua Zeelandă | 40          |  |  |             |        |
|  | Africa de Sud      | 26                 |              | Țara Galilor | 17            |             |  |  |             |        |
|  | Africa de Sud      | 26                 |              |              | 17            |             |  |  |             |        |
|  |                    |                    |              |              |               |             |  |  | 1 noiembrie |        |
|  |                    |                    |              |              |               |             |  |  |             |        |

### Sferturi de finală
| 19 octombrie 2019 |

| Anglia                                                             | 40-16  | Australia                                                  |
| ------------------------------------------------------------------ | ------ | ---------------------------------------------------------- |
| Eseu: May (2) Sinckler Watson Tr: Farrell (4/4) Pen: Farrell (4/4) | Raport | Eseu: Koroibete Tr: Lealiifano (1/1) Pen: Lealiifano (3/3) |

| Oita Stadium, Ōita Spectatori: 36.954 Arbitru: Jérôme Garcès |

| 19 octombrie 2019 |

| Noua Zeelandă | 46-14  | Irlanda                                            |
| --- | ------ | -------------------------------------------------- |
| Eseu: A. Smith (2) B. Barrett Taylor Bridge J. Barrett Tr: Mo'unga (4/7) Pen: Mo'unga (1/1) Drop: B. Barrett (0/1) | Raport | Eseu: Henshaw Eseu de penalizare Tr: Carbery (1/1) |

| Stadionul Ajinomoto, Chōfu Spectatori: 36.954 Arbitru: Nigel Owens |

| 20 octombrie 2019 |

| Țara Galilor                                                 | 20-19  | Franța                                               |
| ------------------------------------------------------------ | ------ | ---------------------------------------------------- |
| Eseu: Wainwright Moriarty Tr: Biggar (2/2) Pen: Biggar (2/2) | Raport | Eseu: Vahaamahina Ollivon Vakatawa Tr: Ntamack (2/3) |

| Oita Stadium, Ōita Spectatori: 34.426 Arbitru: Jaco Peyper |

| 20 octombrie 2019 |

| Japonia           | 3–26   | Africa de Sud                                                   |
| ----------------- | ------ | --------------------------------------------------------------- |
| Pen: Tamura (1/1) | Raport | Eseu: Mapimpi (2) de Klerk Tr: Pollard (1/3) Pen: Pollard (3/4) |

| Stadionul Ajinomoto, Chōfu Spectatori: 48.831 Arbitru: Wayne Barnes |

### Semifinale
| 26 octombrie 2019 |

| Anglia                                                                     | 19-7   | {{{away}}}                              |
| -------------------------------------------------------------------------- | ------ | --------------------------------------- |
| Eseu: Tuilagi 2' c Tr: Farrell (1/1) 3' Pen: Ford (4/5) 40', 50', 63', 69' | Report | Eseu: Savea 57' c Tr: Mo'unga (1/1) 58' |

| Stadionul Internațional Yokohama, Yokohama Spectatori: 68.843 Arbitru: Nigel Owens |

| 27 octombrie 2019 |

| Țara Galilor                                                              | 16–19  | Africa de Sud                                                                      |
| ------------------------------------------------------------------------- | ------ | ---------------------------------------------------------------------------------- |
| Eseu: Adams 65' c Tr: Halfpenny (1/1) 66' Pen: Biggar (3/3) 18', 39', 46' | Report | Eseu: de Allende 57' c Tr: Pollard (1/1) 58' Pen: Pollard (4/4) 15', 20', 35', 76' |

| Stadionul Internațional Yokohama, Yokohama Spectatori: 67.750 Arbitru: Jérôme Garcès |

### Finala mică
Medalia de bronz a fost câștigată de Noua Zeelandă într-o victorie decisivă față de Țara Galilor.
| 1 noiembrie 2019 |

| Noua Zeelandă | 40–17  | Țara Galilor                                                                                 |
| --- | ------ | -------------------------------------------------------------------------------------------- |
| Eseu: Moody 5' c B. Barrett 13' c B. Smith (2) 33' c, 40+1' c Crotty 42' c Mo'unga 76' m Tr: Mo'unga (5/6) 7', 14', 34', 40+2', 44' | Report | Eseu: Amos 19' c Adams 59' c Tr: Patchell (1/1) 21' Biggar (1/1) 61' Pen: Patchell (1/1) 27' |

| Stadionul Tokyo, Chōfu Spectatori: 48.842 Arbitru: Wayne Barnes |

### Finala
La începutul meciului, Anglia era considerat echipa favorită pentru a castiga finala. Totuși, Anglia a avut un început de joc nefericit, în care jucătorul Kyle Sinckler a fost eliminat din teren în al treilea minut după ce s-a ciocnit cu Maro Itoje, lăsând echipa Angliei cu un singur pilier stânga disponibil. Înaintașii sud-africani, Bongi Mbonambi și Lood de Jager, au părăsit terenul simultan la minutul 21 din cauza accidentărilor. În prima repriză singurele puncte obținute au fost din penalty-uri, Africa de Sud conducând cu un scot de 12-6 la pauză din cauza mai multor erori de manipulare comise de echipa Angliei. Anglia a fost aproape de a marca un eseu, dar nu a reușit să învingă defensiva suf-africană după 26 de faze.
Două penalty-uri transformate cu succes de către ambele echipe au crescut scorul la 18-12 la începutul reprizei a doua, înainte ca Makazole Mapimpi să înscrie primul eseu a meciului la minutul 66, ridicând avantajul Africii de Sud cu un scor de 25-12 după transformarea eseului. După opt minute, Cheslin Kolbe a marcat un alt eseu, care a garantat victoria Africii de Sud în obținerea celui de-al treilea titlu al Cupei Mondiale de Rugby.
| 2 noiembrie 2019 |

| Anglia                                | 12–32  | Africa de Sud                                                                                              |
| ------------------------------------- | ------ | --- |
| Pen: Farrell (4/5) 23', 35', 52', 60' | Report | Eseu: Mapimpi 66' c Kolbe 74' c Tr: Pollard (2/2) 67', 75' Pen: Pollard (6/8) 10', 26', 39', 43', 46', 58' |

| Stadionul Internațional Yokohama, Yokohama Spectatori: 70.103 Arbitru: Jérôme Garcès |

| Campioana mondială de rugby din 2019 |
| ------------------------------------ |
| Africa de Sud Al treilea titlu       |

## Meciuri anulate
^1 La 10 octombrie, World Rugby și Comitetul de organizare al Cupei Mondiale din 2019 au anunțat că, din cauza vremii prognozate, cauzată de Taifunul Hagibis, întâlnirea din Grupa B dintre Noua Zeelandă și Italia și întâlnirea din Grupa C dintre Anglia și Franța au fost anulate. Deciziile au fost luate pe motive de siguranță, având în vedere impactul preconizat pe care îl va avea taifunul asupra orașului Tokyo, inclusiv posibila oprire sau întrerupere a transportului public. Aceasta a fost prima dată când a fost anulat un meci la o ediție a Cupei Mondiale de Rugby.
^2 În seara zilei de 12 octombrie World Rugby și Comitetul de Organizare al Cupei Mondiale din 2019 au dat publicității o declarație în care au anunțat că au informat Namibia și Canada cu privire la posibilitatea anulării jocului lor, întrucât se preconiza că taifunul Hagibis să aibă un oarecare impact asupra regiunii Kamaishi. La 13 octombrie, World Rugby și Comitetul de Organizare al Cupei Mondiale din 2019 au anunțat anularea jocului Namibia – Canada de la Kamaishi. Decizia a fost luată în urma emiterii unui ordin de evacuare de nivel 5 din oraș, rămas funcțional în ziua meciului ca urmare a prezenței taifunului.
În conformitate cu regulile turneului, anularea unui meci din grupă, nefiind cauzat de o singură echipă, face ca rezultatul meciului să fie considerat remiză, echipele împărțind punctele (câte două pentru fiecare) și nu se va înregistra niciun scor. Cu aceste anulări, Franța nu a mai avut șansa să se lupte pentru prima poziție din grupă (deținută de Anglia la acea vreme), o victorie ducând-o pe acea poziție. Pentru Italia, însă, anularea a dus la eliminarea din turneu; o victorie ar fi putut aduce calificarea pentru etapa eliminatorie, în funcție de diferența în timpul meciului. Acest lucru a avut implicații și în cazul Africii de Sud care, în funcție de locul ocupat își afla adversara din sferturile de finală. O decizie cu privire la meciurile de duminică, inclusiv meciul dintre Japonia și Scoția a fost amânată până în ziua meciului, 13 octombrie.